# Дембіцький Петро Франкович
Петро Франкович Дембіцький (нар. 6 січня 1953 село Гонтівка Могилів-Подільського району Вінницької області) — український радянський партійний діяч, секретар Івано-Франківського обласного комітету КПУ, 1-й секретар Городенківського районного комітету КПУ Івано-Франківської області.

## Біографія
Народився в селянській родині.
У 1975 році закінчив Білоцерківський сільськогосподарський інститут, вчений агроном.
Член КПРС.
У 1975—1978 роках — головний агроном колгоспу «Заповіт Леніна» Тисменицького району Івано-Франківської області.
У 1978—1980 роках — головний агроном Тисменицького районного управління сільського господарства Івано-Франківської області; інструктор сільськогосподарського відділу Івано-Франківського обласного комітету КПУ.
У листопаді 1980 — грудні 1983 року — 2-й секретар Городенківського районного комітету КПУ Івано-Франківської області.
Закінчив Вищу партійну школу при ЦК КПУ.
У грудні 1983 — квітні 1987 року — 1-й секретар Городенківського районного комітету КПУ Івано-Франківської області.
У квітні 1987 — грудні 1988 року — інспектор ЦК КПУ.
10 грудня 1988 — 1991 року — секретар Івано-Франківського обласного комітету КПУ з питань сільського господарства.
У 1990-х роках був засновником колективного підприємства «Ганнусівське» Тисменицького району Івано-Франківської області. Подальша доля невідома.

## Нагороди
- орден Трудового Червоного Прапора
- ордени
- медалі